# Limnodriloides medioporus
Limnodriloides medioporus är en ringmaskart som beskrevs av Cook 1969. Limnodriloides medioporus ingår i släktet Limnodriloides och familjen glattmaskar. Inga underarter finns listade i Catalogue of Life.